# منساخ

استخدام المنساخ في صياغته الأولية

منساخ يقوم بموازنة صورة ،الشكل الأحمر يتم تتبعه ويشف

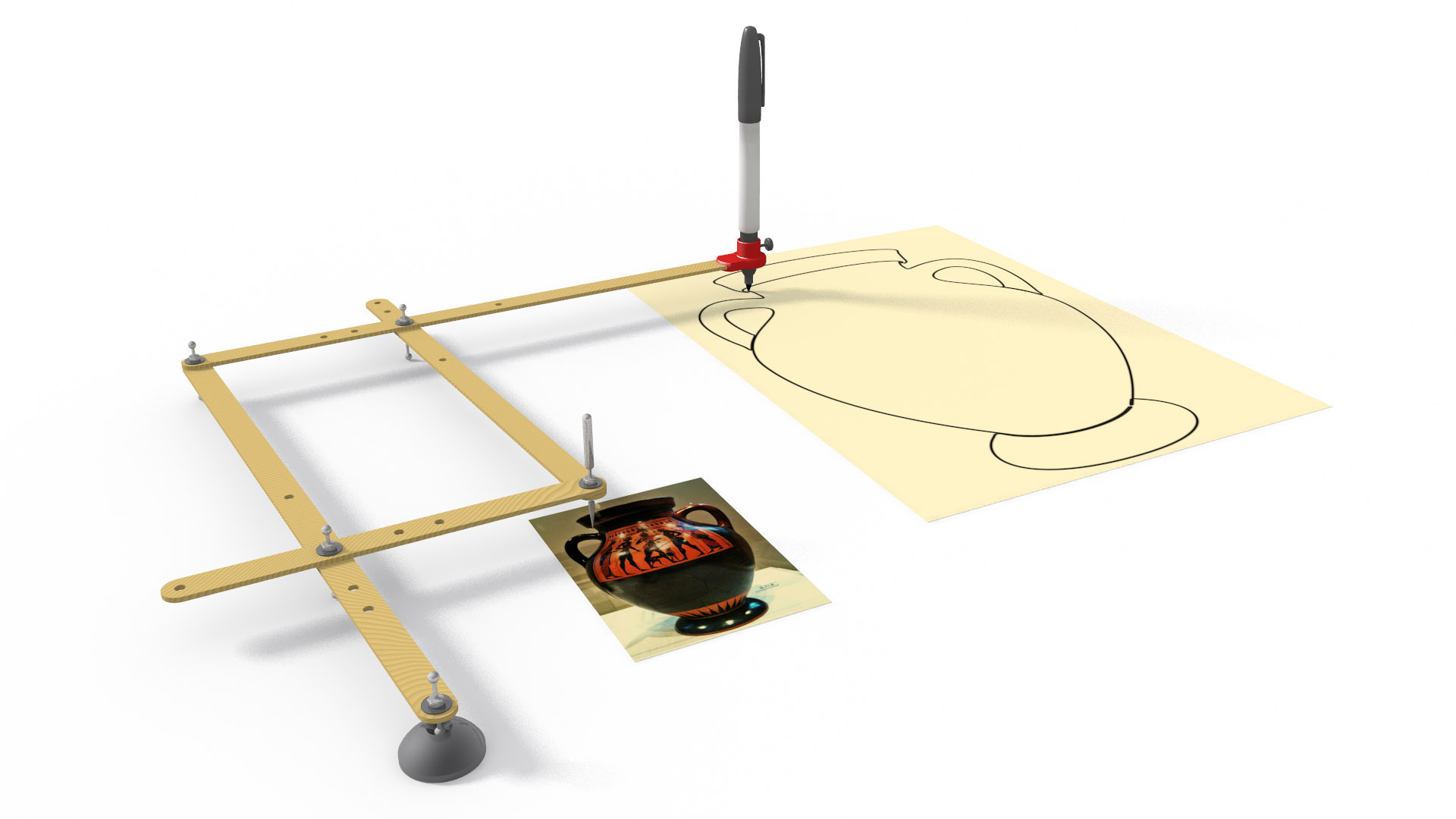
منساخ ثلاثى الأبعاد

رسم بياني يوضح مبادىء الإيدوجراف لوليام ولاس.

المِنْساخ (بالإنجليزية:pantograph) (وأصولها اليونانية παντ بمعنى كل شئ وγραφ بمعنى ينسخ وهذا المعنى يأتى من استخدامهم الأصلى لنسخ كتابتهم) والمنساخ أو أداة النسخ عبارة عن ترابط ميكانيكى يتصل بطريقة تستند على متوازيات الأضلاع لذلك نجد أن التحركات التي يسلكها أحد الأقلام في تتبع وشف صورة معينة، تنتج تحركات مماثلة في القلم الأخر.فإذا تتبعت رسمة لخط من نقطة بدايته، فسنجد نسخة مماثلة تمامًا سواء كانت مكبرة أو مصغرة يتم رسمها بقلم متصل بالقلم الأخر. وبإستخدم نفس مبدأالعمل ذاك، فإن أنواع أخرى من أدوات النسخ تلك يتم استخدامها في أغراض النسخ المختلفة مثل النحت، والحفر أو النقش، وسك النقود، وكذلك الطحن
أما عن شكل النسخة الأصلية من أداة النسخ، فهو نوعا ما يمكن أن يطوى أو أن ينفرد مثل ألة الأكورديون الموسيقية، حيث يأخذ شكل معيني متميز.ممكن أن نجد ذلك الشكل في أذرعة المرايا المعلقة على الحائط، وكذلك القواطع المؤقتة، والمقصات، وأى أليات مقصية أخرى كأداة النسخ المستخدمة في القاطرات وعربات الترام الكهربائية.

## التاريخ
قام كريستوف سكينر بإنشاء أول أداة نسخ سنة 1603، واستخدم تلك الأداة في نسخ وموازنة الرسومات البيانية، إلا أنه لم يذكر شيء عنه إلا بعد 27 عاما في «الناسخ» (روما 1631). وتكونت تلك الأداة من ذراعين، يحتوى أحدها على مؤشر صغير، بينما يحتوى الأخر على أداة للرسم، وبمجرد أن يتحرك المؤشر على رسم بيانى معين، يتم عمل نسخة لذلك الرسم البيانى على قطعة أخرى من الورق.كما أنه يمكن تغيير موازنة الصورة المنتجة عن طريق التغيير في أوضاع ذراع المؤشر وذراع الرسم نتيجة للترابط بينهما.
سنة 1821 قام البروفيسور ويليام والاس باختراع ما يسمى بالإيدوجراف لتحسين المنفعة التطبيقية للمنساخ. حيث رحل الإيدوجراف نقطة الثبات إلى مركز متوازى الأضلاع واستخدم متوازى أضلاع ضيق ليوفر بذلك مزايا ميكانيكية محسنة.

## الإستخدمات

### الصياغةالأولية
كان استخدام المنساخ في نسخته الأصلية فقط لنسخ وموازنة الرسومات الخطية.الإصدارات الحديثة منه تباع كألعاب للأطفال حاليا.

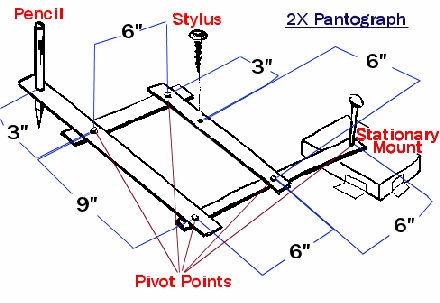
المنساخ 2X

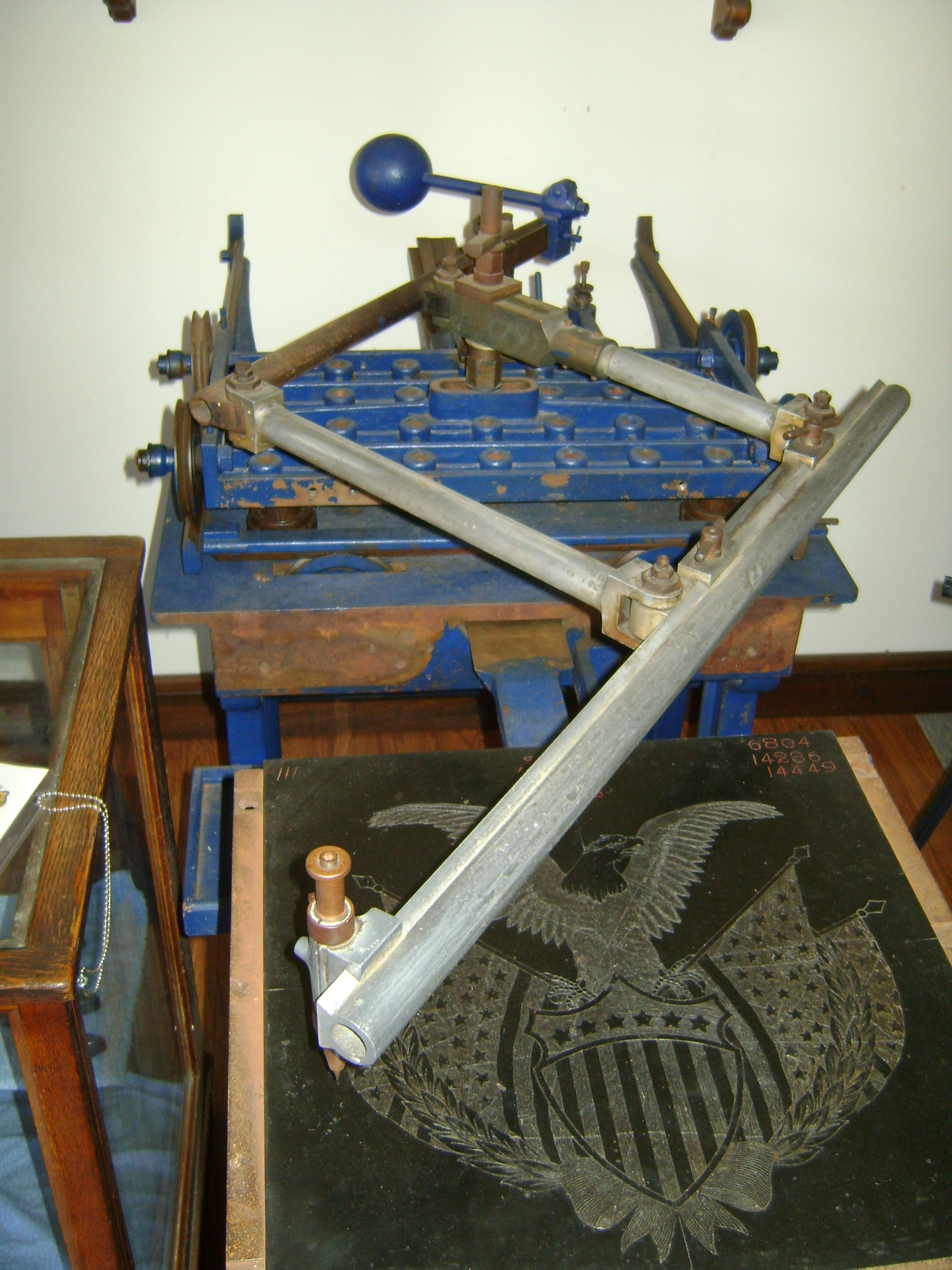
تقنية الخرط بالمنساخ

### النحت وسك النقود
ففى فن النحت، تم استخدام الإصدار ثلاثى الأبعاد من المنساخ، وعادة ما يتصل حاجز كبير بنقطة ثابتة من أحد طرفيه، بحيث يوجه زوج من إبر التنقيط الدوارة لنقط محكمة على طول الحاجز.وبمجرد ضبط تلك الإبر سواء بالتكبير أو بالتقليل فإنه يمكن تحقيق النسب المرادة.وحاليا، تلك الأداة تكون ملحقة بأنظمة الإرشاد الموجه بالكمبيوتر والتي تقوم بعمل مسح لنموذج معين ثم تعمل على إنتاجه بمواد متنوعة وأيضا بأى كمية مرغوبه، وقد تم اختراع ذلك المنساخ ثلاثى الأبعاد من قبل المخترع والرائد البخارى جايمس وات (1736-1819) وأكمله بعد ذلك بنجامين شيفيرتون (1796-1876) سنة 1836 .تم تركيب جزء قاطع دوار بآلة شيفيرتون للنحت ماعمل على تخفيض الأصدارات المشهورة من المنحوتات. ويستطيع المنساخ ثلاثى الأبعاد أن يكبر المنحوتات بتبديل أوضاع النموذج والنسخة.
وهناك إصدار أخر لايزال يستخدم كثيرا لتقليل التصميمات المجسمة الكبيرة للعملات حتى تصل إلى حجم العملة المطلوب.

### نسخالإسطواناتالصوتية
سنة 1890 كانت أحد مزايا الجرامفون أو مكبر الصوت عن الإسطوانات –قبل ظهور المضخم الإلكترونى- أن أقراصه تطبع بأعداد كبيرة أسرع وأرخص.والطريقة الوحيدة لعمل نسخة من إسطوانة رئيسية كانت بقولبة تلك الإسطوانة (والذي كان بطئ جدا، مرحلة بدائية، والتي أنتجت نسخ ضعيفة)، حتى يمكن تسجيل الإسطوانة من خلال تدويرها مرة بعد مرة، أو كان من الممكن عمل نسخة صوتية من خلال وضع بوقيين لإثنين من الفونوجراف معا أو بربط البوقيين بأنبوب مطاطى (يقوم واحد من الفونوجراف بتشغيل إسطوانة ويقوم الأخر بالتسجيل).وتغلب على تلك المشكلة علماء كثيرون (جزئيا) منهم إديسون، وبيتينى، وليون دوغلاس من خلال الربط الميكانيكى بين قلم قطع وقلم إعادة التشغيل معا ونسخ أخاديد التلال والهضاب للإسطوانة ميكانيكيا.و بالتحسن الذي طرأ على قولبة الإسطوانات، تم استخدام الإسطوانات المقولبة كأدوات نسخ رئيسية.وظف هذا العمل من خلال إديسون وكولومبيا سنة 1898، واستمر العمل به حتى يناير 1902 .إعتادت بعض الشركات مثل شركة فونوجراف الولايات المتحدة بنيويورك ونيوجيرسى أن توفر الإسطوانات الرئيسية للشركات الصغيرة لنسخها، احيانا من خلال المنساخ.والمنساخ كان ينتج في اليوم الواحد حتى 30 نسخة، ومن إسطوانة رئيسية واحدة حتى 150 نسخة.ونظريا، يمكن أن تستخدم أدوات النسخ الرئيسية لعمل 200 أو 300 نسخة لو أن الأداة الرئيسية والنسخ تعمل بالطريقة العكسية والتسجيلات ستنسخ بالطريقة العكسية أيضا.فنظريا من الممكن زيادة قابلية الاستخدام للأداة الرئيسية باستخدام الجزء الغير بالى أو البالي بدرجة قليلة للتسجيلات التي تنسخ.و وظف باثييه هذا النظام في التعامل مع أدوات النسخ الرئيسية حتى 1923، إسطوانة قطرها 5 بوصات (130 ملم)، وطولها من 4 إلى 6 بوصات (100 أو 150 ملم)، وتدور بسرعة عالية، وسيتم تسجيلها.تلك كانت الإسطوانة الناتجة والتي كانت بصوت عال إلى حد كبير وذو أهمية كبيرة.و ستوضع تلك الإسطوانة على مغزل لمنساخ شامل والذي يتم تشغيله بقلم متصل بنهاية رافعة، حيث تنقل الصوت إلى قرص رئيسى شمعى، يطلى كهربائيا ثم يستخدم لطباعة النسخ منه.رغم التذمر العام الذي جاء به هذا النظام إلا أنه أعطى صوتا عاليا نسبيا.وكانت تسجيلات أقراص إديسون الماسية مصنوعة كلها بالتسجيل مباشرة على قرص شمعى رئيسى.

### آلات الطحن
قبل حلول ما يسمى بتكنولوجيات التحكم مثل التحكم الرقمى (NC وCNC)والتحكم بالمنطق المنهجى (PLC)، كانت أجزاء النسخ تطحن بآلة طحن بطريقة غير ممنهجة حيث تتحرك قاطعة المطحنة على موضة ربط النقاط (بالأرقام).وكانت الطريقة الوحيدة للتحكم في حركة أداة القطع هي إدارة المواضع بالأيدى باستخدام مهارة البراعة اليدوية (وبالطبع كانت محدودة بمستوى الدقة والضبط البشرى)أو نتتبع مسار قالب نموذجى أو نموذج بطريقة معينة، ثم تقوم أداة القطع بمحاكاة تحركات قلم التتبع.لو أن المطحنة منصبة على المنساخ فلابد أن الجزء المنسوخ يقطع ببساطة (كما أنه يتنوع في موازنة تضخيم الصوت) فقط بتتبع مسار القالب النموذجى.(القالب النموذجى الذي يتم تتبع مساره في خلق النسخ عادة يكون مصنوع بطرق خاملة وببضائع منزلية تشمل الطحن بالتدوير اليدوى ويتبع ذلك النحت يدويا بأسنان طحن خاملة).ويتبين أن هذا هو نفس مبدأ العمل الجوهرى لإعادة إنتاج الوثائق بالمنساخ المزود بقلم، إلا أن التطبيق يكون على آلة المواد الصلبة مثل الحديد، والخشب، والبلاستيك.ويتصور أن المنساخ الموجه مماثل للمنساخ القاطع ويتضح أيضا أنه نوعا من (التوجه بالتحكم أو الضبط الرقمى).كما أن هناك من استخدم نفس عمل مبدأ النسخ ذاك، مثل توماس بلانشارد والذي إخترع مخرطة بلانشارد للنسخ.
إن التطور والانتشار الواسع للأفكار من خلال صناعة NC ،CNC ،PLC ، وتكنولوجيات التحكم الأخرى قد وفرت طريقة أخرى للتحكم في تحركات قاطع المطحنة: من خلال معلومات البرنامج التي تغذى المشغل (الماكينات، طاقم الإدارة، انزلاقات الآلة، والمغزل....وغيرها) والتي تعمل على توجيه تحركات القاطع بشكل مباشر.حاليا، معظم الآلات التجارية تعمل من خلال تلك الطرق الممنهجة أو بالكمبيوتر.والمستخدم للآلات المنزلى قد يحب العمل بطريقة التحكم اليدوى، ومع ذلك نجد أن التحكم بالكمبيوتر قد وصل للسوق المنزلى أيضا (إلا أنه ليس منتشر حتى الآن كمثيلاته).و بالنسبة للمنساخ ذو ألات الطحن تلك، فنحن نتكلم عن شئ أصبح بشكل كبير من الماضى، رغم أنها مازالت تستخدم إلا الآن إستخدمها تضاءل بشكل كبير.فلم يعد يتم إنتاج ماكينات جديدة منها، غير أنها تتواجد في المحلات التي تبيع الألات المستعملة.وبالنسبة لميزة تضخيم الصوت وتخفيضه التي يقدمها المنساخ (بالموازنة الموضوعة عن طريق ضبط الأذرعة)، فأنه يتم تحقيقها من خلال التحكمات الرقمية CNC عن طريق الحسابات الرياضية التي يقوم الكمبيوتر بتطبيقها وتوفيرها كمعلومات فورية للبرنامج.وقد تم تكويد أو ترميز وظائف الموازنة (و أيضا وظائف المرايا) في لغات مثل جى كود

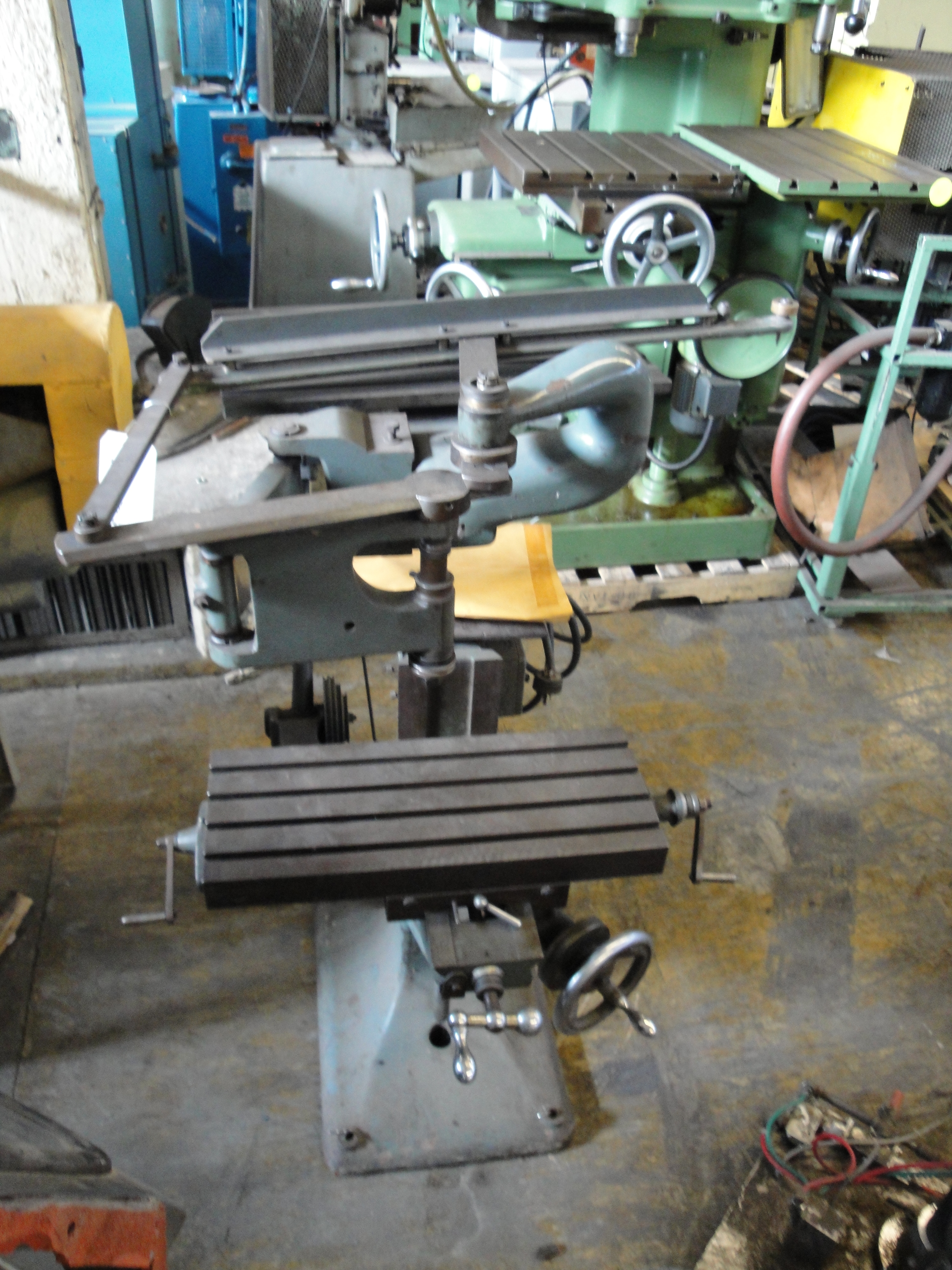
ألة طحن لمنساخ صغير

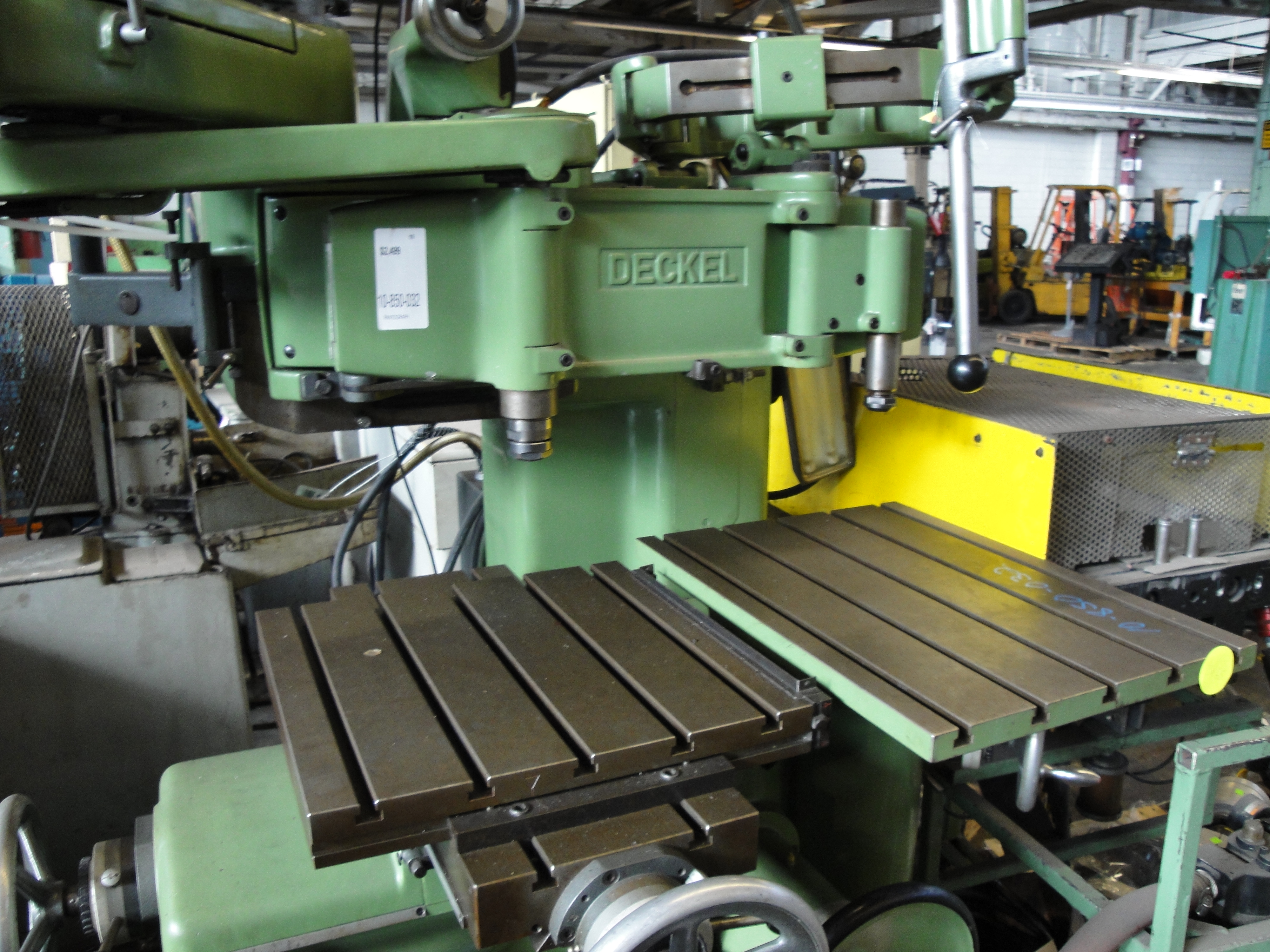
تفاصيل طاولة منساخ ذو ألة طحن

مرآة المنساخ

### استخدامات أخرى
يعتبر منساخ أذرع التمدد من مرايا الضبط المعلقة بالحائط هو الأكثر انتشارا للعامة.
وفي تطبيق أخر للمنساخ شبيه بالصياغة الأولية، يتم دمج منساخ في منساخ أخر به أداة للحفر أو النقش وبه أيضا قاطع دوار بدلا من القلم، وكذلك صينية في نهاية المؤشر لإصلاح الكتابات المطلية قبل القطع (باعتبارها نسخة)، والتي يقوم المؤشر بتتبعها وكذلك القاطع الدوار، ومن خلال المنساخ يتم إعادة إنتاج نسخة ما بمعدلات يحددها ضبط أذرع المنساخ.ويكون أقصى مدى نموذجى للنسب 1:1 وأقل مدى 50:1 (التخفيض) وبتلك الطريقة يتمكن العامل على الألة من نقش الأحرف والأرقام بدقة وبشكل مرتب.
كما أن الأدة التي تحافظ على التوصيل الكهربائى بسلك التوصيل، وتقوم بنقل الطاقة من خلاله إلى وحدة السحب والمستخدمة بعربات الترام والقاطرات الكهربائية تسمى أيضا «منساخ».
وفي نيويورك تستخدم بعض أنواع القطارات في الأنفاق نهاية أو طرف لبوبات المنساخ (لتجنب التشوشات والضغط الشديد حول المنحنيات عندما يكون القطار في طريقه) لمنع الركاب على منصات محطات القطار من السقوط في الفجوة بين العربات.
كذلك، استخدم الطراز القديم لبوابات الأطفال تقنية المنساخ ثنائى الأبعاد (مشابه لمنساخ بوبات عربات القطار) كوسيلة للحفاظ على الأطفال من الوقوع من السلالم.وكانت فتحات البوابات كبيرة كفاية لتناسب معايير الأمان في بوبات الأطفال.
وقد تم استخدام ثقب «لوحة المفاتيح» لهيرمان هولليريث في إحصاء سكان الولايات المتحدة سنة 1890، وهو أيضا تصميم لأداة نسخ وأحيانا يسمى بثقب المنساخ.
وفي بوادر القرن التاسع عشر، هناك أداة قامت بتوظيف تلك التقنية وهي الألة الناسخة (البولى جراف)، تلك الآلة تقوم بعمل نسخ للأحرف تمامًا كالاصلية.
يستطيع مشغل مكينة الخياطة للونجارم تتبع المنساخ، والنقش على الورق، وكذلك تحتوى على مؤشر به ليزر ليحيك نقش خاص.[بحاجة لمصدر]تلحق أدوات النسخ الرقمية بماكينات إلكترونية.[بحاجة لمصدر]
قام لين بويد بنتون باختراع آلة النقش الناسخة لطباعة التصاميم، تلك الألة لم تكن فقط تقوم بنسخ الكلمة بأحجام متنوعة، ولكنها أيضا تختصر، وتمد، وتعمل ميل للتصميم (و رياضيا، تلك الحالات تمثل تحويل أو نقل أفين، وهو ما يمثل العملية الهندسية الأساسية لمعظم الأنظمة الداخلة اليوم في الطابعات الرقمية، وتشمل كذلك الملحقات).[بحاجة لمصدر]
وأيضا يستخدم المنساخ كهيكل إرشادى للتطبيقات الثقيلة والتي تشمل الرافعات المقصية، ومعدات تسليم المواد، ورافعات المنصة، وكذلك المفصليات الخاصة (كتلك المستخدمة لأبواب المراكب أو الطائرات).
وقد استخدم ريتشارد فينمان تماثل المنساخ بأدوات الموازنة الأخرى بتوازن النانومتر (جزء من بليون من المتر) في مناقشته «هناك متسع للحيز في القاع».
كما استخدمت عروض التجارة المتعددة المنساخ ثلاثى الأبعاد لمساندة اضرابات أكشاك العروض .ويتسع الإطار لشقين (رأسى وأفقى)من حزمة من العصا المتصلة إلى بناء يقوم على نفسه ويتصدى للإضطرابات .

## وصلات خارجية
- Pantograph Java applet
- Pantograph at mathworld.wolfram.com
- How to build a pantograph
- Pantograph Cradle used in Building Facade Access System
- Mechanism of a pantograph
- R&I Industry Scrapbook Part 2: The Pantograph Era by Kristin Huff